# کریستال پالاس

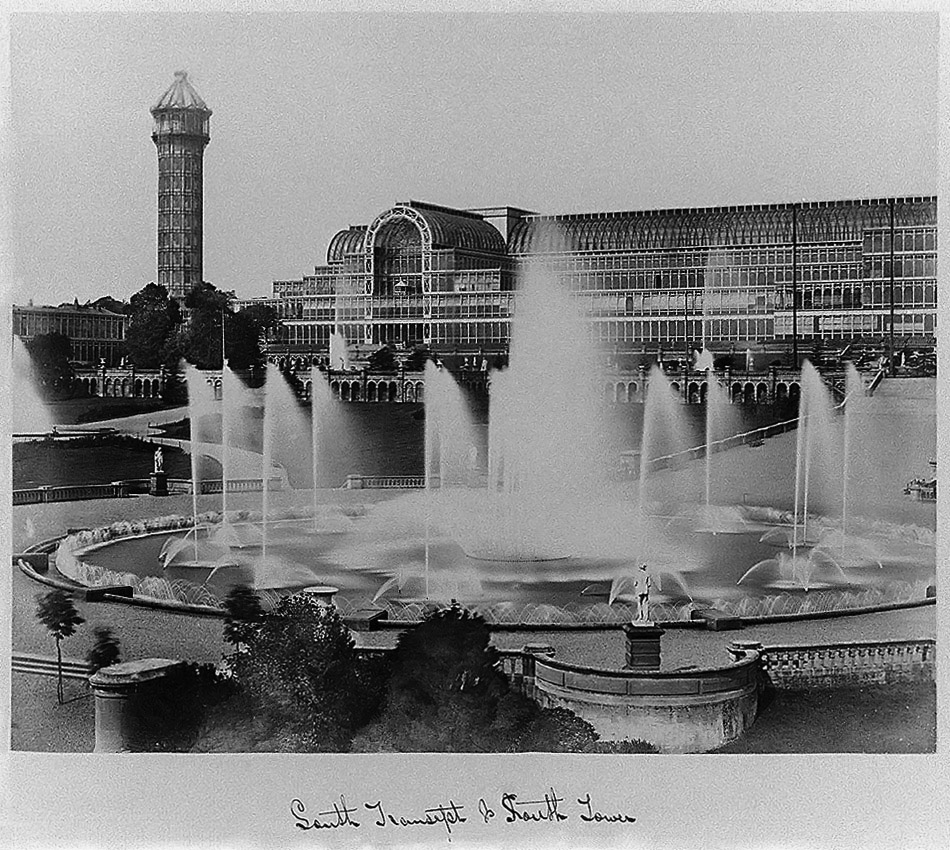
کریستال پالاس در سیدنهام هیل ۱۸۵۴

کریستال پالاس (به انگلیسی: The Crystal Palace) به معنی کاخ بلورین بنایی از چدن و شیشه مسطح در هاید پارک لندن در انگلستان بود که برای میزبانی «نمایشگاه بزرگ» در ۱۸۵۱ (۱۲۳۳ شمسی) برپا شد. در مدت این نمایشگاه شش میلیون نفر -یک سوم جمعیت انگلستان در آن زمان- ازین بنا و نمایشگاه مذکور بازدید کردند. در ۱۸۵۴ کریستال پالاس به پارک سیدنهام هیل انتقال داده شد و تا اینکه در سال ۱۹۳۶ در اثر آتش‌سوزی ویران شد. محله‌ای که این بنا در آن مستقر بود کریستال پالاس نامیده شد و باشگاه فوتبال کریستال پالاس (تأسیس ۱۹۰۵) نیز به همین روی نامگذاری شده و تصویری از این بنا را نیز در لوگوی خود دارد.

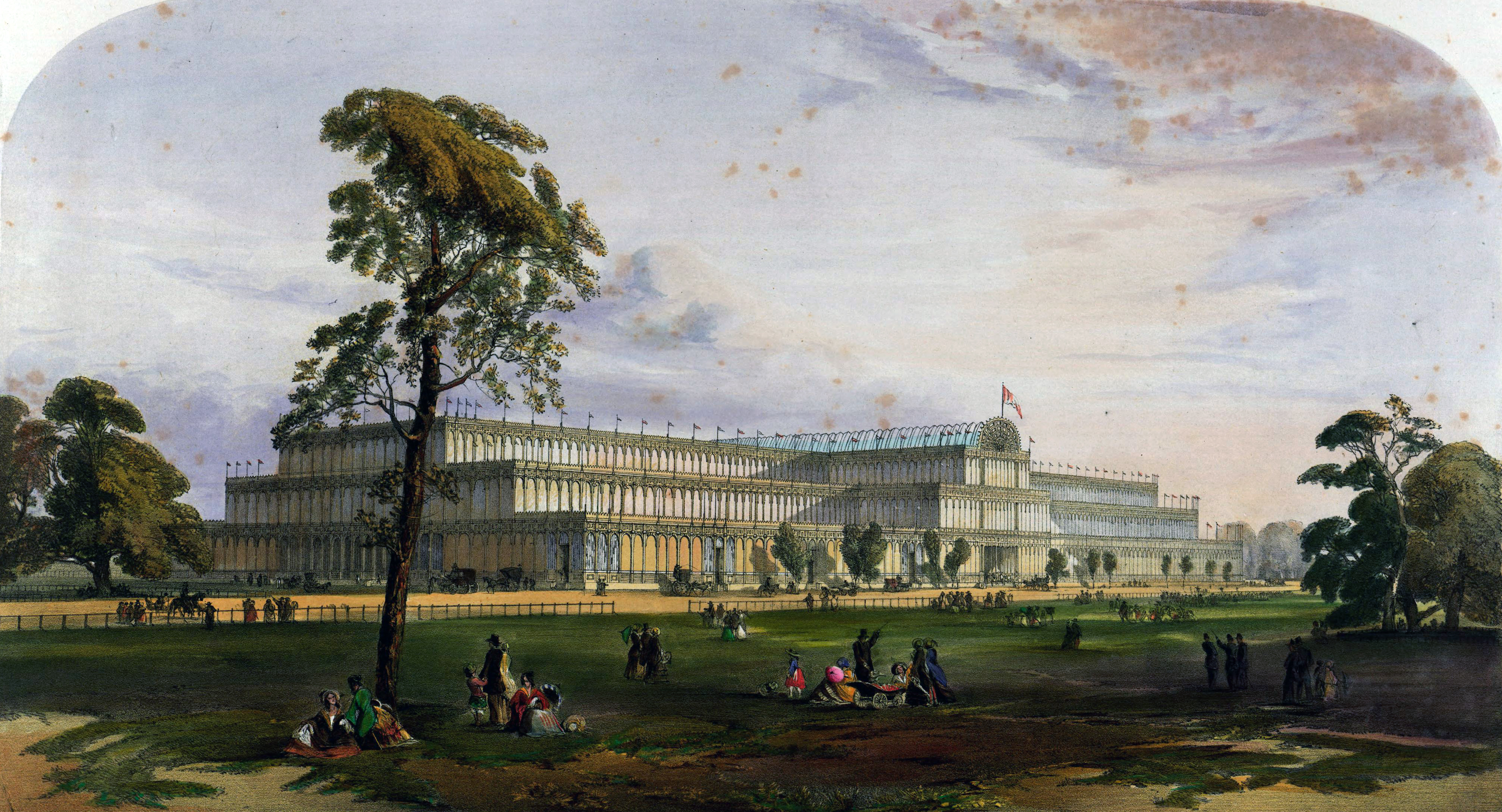
کریستال پَلس در هاید پارک ۱۸۵۱

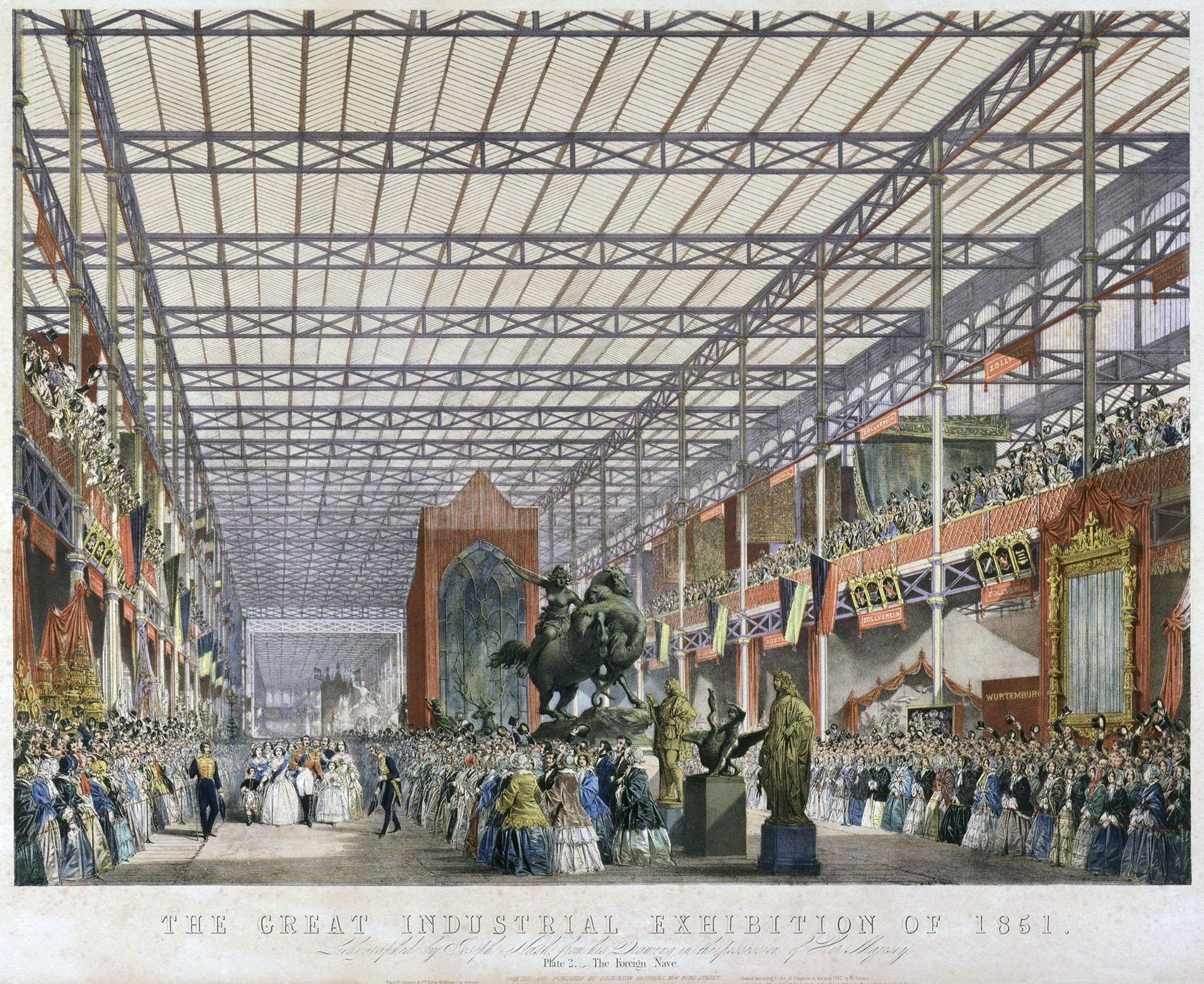
نمای داخلی کریستال پَلس در هاید پارک ۱۸۵۱

کریستال پالاس به عنوان نخستین و بزرگ‌ترین بنای ساخته شده از شیشه و فلز ساخته شده بود. این بنا به عنوان اولین بنای برجسته در دوران مدرن معماری نامیده می‌شود.

## ساخت
کریستال پالاس توسط سر جوزف پکستون، معمار و طراح باغهای انگلیسی طراحی شد. پکستون به خاطر ساخت این بنا مفتخر به دریاف نشان شوالیه گشت.
مساحت این ساختمان با ۷۱۵۰۰ متر مربع زیربنا، بزرگ‌ترین ساختمان ساخته شده تا آن زمان بود. در این ساختمان انواع و اقسام گل‌ها و گیاهان از اقصا نقاط جهان برای بازدید مشتاقان انگلیس به نمایش گذاشته شده بود.
تا پیش از کریستال پالاس در هیچ بنایی چنین حجمی از شیشه استفاده نشده بود. ۸۴٬۰۰۰ متر مربع شیشهٔ مورد استفاده در این بنا توسط برادران چانس تهیه شد.
همچنین کریستال پالاس اولین بنایی بود که ایدهٔ توالت عمومی را مطرح ساخت. سیفون توالت نخستین بار در این بنا به کار رفت.
در مدت زمان برگزاری نمایشگاه بزرگ، برای استفاده از سیفون یک پنی لازم بود. ۸۲۷٬۲۸۰ بلیت ازین نوع فروخته شد.
مهندس محاسب این پروژه سر ویلیام کابیت بود.

## جابجایی
پس از مدت شش ماههٔ نمایشگاه بزرگ، با وجود مخالفت پارلمان، کریستال پالاس با استفاده از مصالح قبلی در سیدنهام هیل بازساخته شد. بنای جدید تفاوتهایی با بنای اولیه در هاید پارک داشت.

## ویرانی

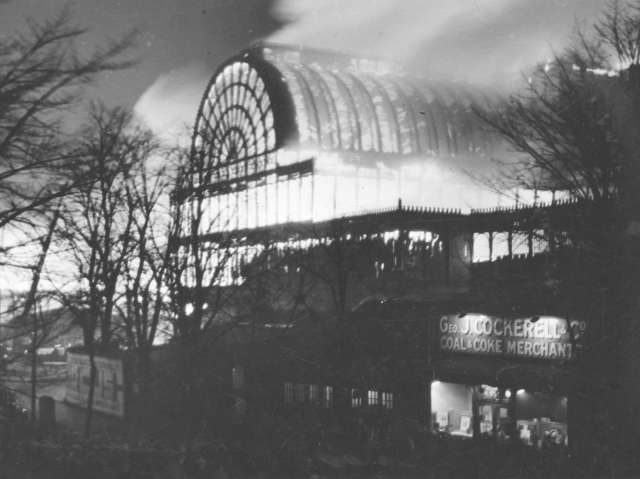
کریستال پالاس در شعله‌های آتش

در سی نوامبر ۱۹۳۶ کریستال پالاس در آتش سوخت و حضور ۸۶ ماشین آتش‌نشانی و ۴۰۰ آتش‌نشان نتوانست آن را از یکسان شدن با خاک نجات دهد. بیش از صد هزار نفر برای تماشای کریستال پَلس در شعله‌های آتش به سیدنهام هیل رفتند و در میان آن‌ها وینستون چرچیل گفت: «این پایان یک دوران است»

## بازسازی
یک گروه معماری چینی طرح پیشنهادی را برای یک بازسازی دقیق و یک به یک از کریستال پالاس ارائه داده و قرار است که این بنای بازساخته شده دارای فضاهایی مانند نمایشگاه‌های بین‌المللی، هتل، نگارخانه هنری، و همچنین یک بوستان و باغ منحصر به فرد به عنوان یادبود و پاسداشت برمانده‌های ویکتوریا باشد.